# Langue des signes catalane
La langue des signes catalane, (en catalan : llengua de signes catalana, en espagnol : lengua de señas catalana LSC) est la langue des signes utilisée par les personnes sourdes et leurs proches en Catalogne. Depuis 1994, elle a été reconnue officiellement par la Generalitat de Catalunya qui approuva une loi pour la promouvoir et propager dans la communication et les administrations publiques.

## Caractéristiques
La LSC est rattachée à la famille de la langue des signes française par Wittmann
Elle a environ 50 % de signes proches ou identiques à la langue des signes espagnole.

## Présentation
Modèle:Section à
La Catalogne fut la première Communauté autonome d'Espagne à ratifier une loi pour promouvoir une langue de signes. La FESOCA (Fédération de personnes sourdes catalanes) est une ONG fondée en 1979 pour représenter et défendre les lois des associations et personnes sourdes pour obtenir une pleine participation et intégration sociales, elle organise plusieurs meetings, des cours et des activités.
Il y a divers groupes de recherche de la LSC comme ILLESCAT (Centre d’Études de la LSC), qui étudient la langue et créent des néologismes. La Plate-forme pour les Droits Linguistes et Culturels des Utilisateurs de la LSC ou LSC, Ara! a pu obtenir une loi pour fomenter la langue avec l'estatut[pas clair].